# HD 208735
HD 208735，又名BD-21 6131，SAO 190786、HR 8378，是一颗恒星，视星等为6.12，位于銀經31.9，銀緯-50.35，其B1900.0坐标为赤經21h 53m 9.2s，赤緯-21° -50.35′ 36″。